# كارل أوقست فليشر
كارل أوقست فليشر (بالنرويجية البوكمول: Carl August Fleischer)‏ هو بروفيسور نرويجي، ولد في 26 أغسطس 1936 في أوسلو في النرويج.

## وصلات خارجية
- كارل أوقست فليشر على موقع IMDb (الإنجليزية)